# Rapala sakaia
Rapala sakaia är en fjärilsart som beskrevs av Hans Fruhstorfer 1912. Rapala sakaia ingår i släktet Rapala och familjen juvelvingar. Inga underarter finns listade.